# Joueur humanitaire de l'année
Le titre de joueur humanitaire de l'année est remis annuellement à la personne de la  Ligue de hockey junior Maritimes Québec (LHJMQ) avec la plus grande implication dans la communauté.

## Appellations successives
Depuis sa création, cette récompense a porté plusieurs noms,
- de 1992-1993 à 1996-1997 : Plaque Karcher ;
- de 1997-1998 à 2005-2006 : Plaque Wittnauer ;
- de 2012-2013 à 2015-2016 : Plaque Cabinet de relations publiques NATIONAL ;
- de 2018-2019 à 2021-2022 : Plaque Kia.

## Lauréats
Ci-dessous sont listés les vainqueurs :
- Plaque Karcher
  - 1992-1993 : Jean Nadeau, Cataractes de Shawinigan
  - 1993-1994 : Stéphane Roy, Foreurs de Val-d'Or
  - 1994-1995 : David-Alexandre Beauregard, Laser de Saint-Hyacinthe
  - 1995-1996 : Daniel Brière, Voltigeurs de Drummondville
  - 1996-1997 : Jason Groleau, Tigres de Victoriaville
- Plaque Wittnauer
  - 1997-1998 : David Thibeault, Tigres de Victoriaville
  - 1998-1999 : Philippe Sauvé, Océanic de Rimouski
  - 1999-2000 : Simon Gamache, Foreurs de Val-d'Or
  - 2000-2001 : Ali MacEachern, Mooseheads d'Halifax
  - 2001-2002 : Jonathan Bellemare, Cataractes de Shawinigan
  - 2002-2003 : A.J. MacLean, Mooseheads d'Halifax et David Massé, Remparts de Québec
  - 2003-2004 : Josh Hennessy, Remparts de Québec
  - 2004-2005 : Guillaume Desbiens, Huskies de Rouyn-Noranda
  - 2005-2006 : Joey Ryan, Remparts de Québec
- Joueur humanitaire de l'année
  - 2006-2007 : Roger Kennedy, Mooseheads d'Halifax
  - 2007-2008 : Chris Morehouse, Wildcats de Moncton
  - 2008-2009 : Matthew Pistilli, Cataractes de Shawinigan
  - 2009-2010 : Nick MacNeil, Screaming Eagles du Cap-Breton
  - 2010-2011 : Gabriel Lemieux, Cataractes de Shawinigan
  - 2011-2012 : Vincent Barnard, Remparts de Québec
- Plaque Cabinet de relations publiques NATIONAL
  - 2012-2013 : Konrad Abeltshauser, Mooseheads d'Halifax
  - 2013-2014 : Charles-David Beaudoin, Voltigeurs de Drummondville
  - 2014-2015 : Samuel Laberge, Océanic de Rimouski
  - 2015-2016 : Samuel Laberge, Océanic de Rimouski
- Joueur humanitaire de l'année
  - 2016-2017 : Danick Martel, Armada de Blainville-Boisbriand
  - 2017-2018 : Vincent Tremblay-Lapalme, Saguenéens de Chicoutimi
- Plaque Kia
  - 2018-2019 : Charles-Édouard D'Astous, Océanic de Rimouski
  - 2019-2020 : Xavier Simoneau, Voltigeurs de Drummondville
  - 2020-2021 : Anthony D'Amours, Océanic de Rimouski
  - 2021-2022 : Brett Budgell, Islanders de Charlottetown
- Joueur humanitaire de l'année
  - 2022-2023 : Cam Squires, Eagles du Cap-Breton
  - 2023-2024 : Marcus Kearsey, Islanders de Charlottetown
  - 2024-2025 : Maxwell Jardine, Islanders de Charlottetown